# SPA Pommersche Bucht
SPA Pommersche Bucht este o arie protejată (arie de protecție specială avifaunistică — SPA) din Germania întinsă pe o suprafață de 200.417 ha, integral marine.

## Localizare
Centrul sitului SPA Pommersche Bucht este situat la coordonatele 54°29′53″N 14°22′10″E / 54.4981°N 14.3694°E.

## Înființare
Situl SPA Pommersche Bucht a fost declarat arie de protecție specială avifaunistică în mai 2004 pentru a proteja 21 de specii de animale.

## Biodiversitate
Situată în ecoregiunea continentală, aria protejată conține 2 habitate naturale: Bancuri de nisip acoperite în permanență slab de apă marină, Recifuri.
La baza desemnării sitului se află mai multe specii protejate:
- păsări (18): alca (Alca torda), Cepphus grylle, Clangula hyemalis, Gavia arctica arctica, cufundar mic (Gavia stellata), Larus argentatus, pescăruș sur (Larus canus), Larus fuscus intermedius, Larus marinus, pescăruș mic (Larus minutus), pescăruș râzător (Larus ridibundus), Melanitta fusca fusca, cormoran mare (Phalacrocorax carbo carbo), Podiceps auritus auritus, Podiceps cristatus cristatus, Podiceps grisegena grisegena, eider (Somateria mollissima), Uria aalge aalge
- mamifere (1): marsuin (Phocoena phocoena)
- pești (2): Acipenser oxyrinchus, Alosa fallax

Pe lângă speciile protejate, pe teritoriul sitului au mai fost identificate 4 specii de plante, 20 de specii de nevertebrate, 1 specie de pești.